# رينفد سيسترز
رينفد سيسترز ((هانغل: 환불원정대)) هي مجموعة موسمية كورية جنوبية تم تشكيلها على برنامج MBC المتنوع Hangout مع Yoo الفرقة هي فرقة فرعية من SSAK3 - مجموعة أخرى تم تشكيلها على Hangout مع Yoo . ظهروا لأول مرة بأغنية "Don't Touch Me" في 10 أكتوبر 2020.

## تاريخ
في يونيو 2020، مازحت لي هيوري عن تشكيل مجموعة فتيات محطمة مع ثلاث مغنيات، أوم جونغ هوا، جيسي، وهواسا عضوة فرقة مامامو.   في
نفس الوقت، شارك فكرة وجود يو جاي سوك، الفنان الرئيسي في برنامج Hangout مع Yoo ، كمدير للفرقة. بعد بث الحلقة، استجاب جميع الفنانات الثلاثة المذكورين بشكل إيجابي لفكرة لي هيوري وكانوا على استعداد للمشاركة في المشروع. تلقى المفهوم أيضًا دعمًا إيجابيًا من الجمهور.
في أغسطس 2020، بدأ مشروع «أخوات رد الأموال» مباشرة بعد نهاية مشروع SSAK3 ، حيث تم جمع المغنيات الأربعة معًا لتشكيل فرقة فتيات. تم إجراء اختبارات أداء دور مدير المجموعة، وتم اختيار كيم جونغ مين وجونغ جاي هيونغ للدور.   مثل مشروع SSAK3 تماماً، سيتم التبرع بجميع اربح مشروع رينفد سيسترز للجمعيات الخيرية.  
أصدرت الفرقة أغنيتها الأولى «لا تلمسني» في 10 أكتوبر. وفي 28 أكتوبر تم صدر الفديو الموسيقي الرسمي لأغنية «لا تلمسني».

## أعضاء
- أوم جونغ هوا (مان أوك)
- لي هيوري (تشيون أوك)
- جيسي (يونبي)
- هواسا (سيلبي)

### منتج
- يو جاي سوك (جيمي يو)

### المديرين
- كيم جونغ مين (كيم جي سب)
- جونغ جاي هيونغ (جونغ بونغ وون)

## ديسكغرفي

### الفردي
| لقب         | سنة  | مراكز الرسم البياني الذروة | مراكز الرسم البياني الذروة | مراكز الرسم البياني الذروة | البوم            |
| لقب         | سنة  | كور                        | كور حار                    | عالم الولايات المتحدة      | البوم            |
| ----------- | ---- | -------------------------- | -------------------------- | -------------------------- | ---------------- |
| "لا تلمسني" | 2020 | 1                          | 2                          | 8                          | Non-album single |